# Qilihe

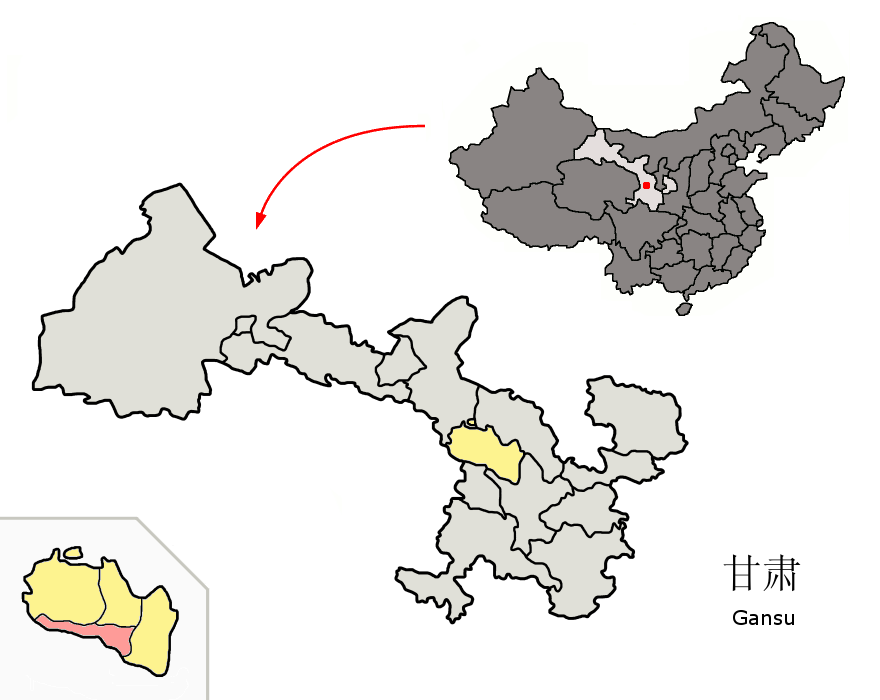
Lage des Gebietes der fünf Stadtbezirke (rosa) von Lanzhou (gelb) in Gansu

Der Stadtbezirk Qilihe (chinesisch 七里河区, Pinyin Qīlǐhé Qū) gehört zum Verwaltungsgebiet der bezirksfreien Stadt Lanzhou, der Hauptstadt der chinesischen Provinz Gansu. Qilihe hat eine Fläche von 420,5 km² und zählt 577.700 Einwohner (Stand: Ende 2018).